# Micky Skottlund

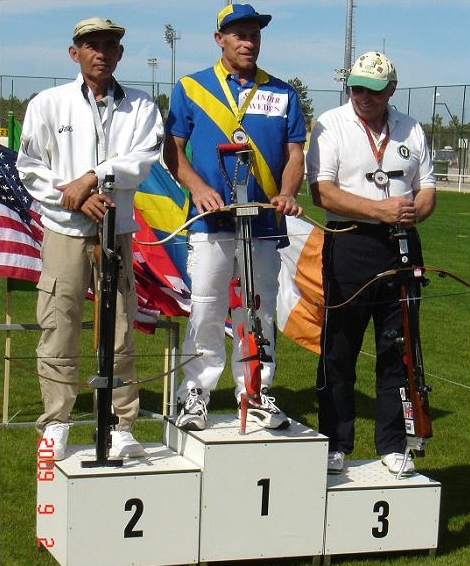
VM 2009.

Micky Skottlund, född 2 januari 1948 är en svensk armborstskytt. Skottlund tävlar för Göteborgs Armborstklubb. Han var världsmästare år 2009, 2010 och 2012 inomhus på 18 meter, silvermedaljör 2012 inomhus med field-armborst efter att ha skjutit en 10:a "på fel tavla".
Skottlund är flerfaldig svensk mästare sedan 1979, regerande Europamästare, vinnare av flera Europe Cup och flera World Cup. Han var rankad världsetta för år 2019. Rankningen sker alltid året efter avslutade tävlingar och sammanställning av resultaten.
P.g.a. Covid 19 så har samtliga EM och VM-tävlingar 2020 och 2021 uteblivit, därmed behöll Skottlund sin rankning som världs-etta under dessa år.
Skottlund blev världsmästare utomhus på 45, 55 och 65 meter vid mästerskapen som avgjordes i Entroncamento i Portugal 2009. Han vann två guldmedaljer, en guld för tavelskjutning och en guld för Cupskjutning (som är en publiksport, där de åtta bästa skyttarna möts två och två i en utslagstävling där förloraren åker ut).

## Rekord
- Världsrekord, 55 meter, 2005, Australien.
- Världsrekord, 35 och 45 meter samt en dags tävling, augusti 2014, Lammhult, Sverige
- Europarekord, 35 meter och 45 meter, Sporting, 2014, Sverige
- Europarekord, 1 + 2 dagars skytte, Sporting, 2014, Sverige
- Europarekord, 1 + 2 dagars skytte, Target, 2014, Ennigerloh, Tyskland
- Europarekord, 45 meter och 55 meter, Target, 2014, Ennigerloh, Tyskland
- Europarekord, 45 meter och 65 meter, 2006, Portugal
- Europarekord, 1 + 2 dagars skytte, 2006, Portugal
- Blev svensk mästare utomhus i juni 2008 med nytt svenskt rekord (Internationell Rond 1800)

## Övriga resultat
- Skottlund fick Guld vid International Crossbow Festival (IFC) i Ft. Lauderdale, Florida 2015.
- Kom på andra plats vid Swedish Open i augusti 2014.
- Skottlund som f.ö. är Indiens landslagstränare fick guld vid "India Open" i Target April 2014.
- Skottlund halkade ner till Bronsplats vid "Las Vegas International Shoot" efter att ha skjutit ett skott mitt i prick, dock på fel tavla.
- Skottlund tog en bronsplats vid World Cup i Otrokovice 2011 efter att ha legat pa fjärde  plats i 5 serier av 6 men bättrade sig i sjätte serien och avancerade till bronsplatsen.
- Världsmästare år 2010 inomhus (skytte på 18 meter).
- Vann VM-titeln 2009 och även VM-titeln i Finalskjutningen (s.k. Match Play) och vann två guldmedaljer till Sverige.
- Kom på sjätte plats vid Europamästerskapen 2009 i Tjeckien men vann finaltävlingen i samma EM.